# Noor Sabri
Noor Sabri Abbas Hassan (på arabiska: نور صبري), känd som Noor Sabri, född 6 juni 1980 i Bagdad i Irak, är en tidigare irakisk landslagsmålvakt. Han var en av nyckelspelarna när Irak överraskade allt och alla under OS i Aten 2004 och han blev matchhjälte när Irak slog ut Sydkorea i de asiatiska mästerskapen i semifinalen i Indonesien 2007, ett mästerskap som Irak till slut vann överraskande efter finalsegern mot Saudiarabien. Han blev även utsedd till bäste målvakt under AFC. Under Confederations Cup ersattes han av Mohammed Gassid som visade upp sig och överraskade många. Gassid ersatte honom och är nu första målvakt i Iraks fotbollslandslag.

## Klubbkarriär
Sabris spelarkarriär har tillbringats i den irakiska ligan, med undantag för en säsong i Iran.
Noor Sabri började sin fotbollskarriär på lägre nivå i al-Kadhimiya och al-Zawraa. Inledningsvis spelade han som anfallare, men i en match användes han som målvakt på grund av en utvisning eftersom laget inte kunde göra ytterligare byten. Under matchen spelade han bra och har sedan dess fortsatt som målvakt.
Under 2003 skrev han på för al-Talaba.
Under 2006–07 års säsong spelade han för Kerman Mes i Iran. Året därpå återvände han till sitt hemland, där han anslöt sig till Dohuk FC.
Under 2008 skrev han på för al-Talaba.
2008 ville Sabri till Sverige. Först var GIF Sundsvall  aktuellt, men det blev inget spel med dem. Därefter aviserade IK Sirius intresse för den dåvarande landslagsmålvakten, men han erbjöds inget kontraktsförslag där heller. 
Sommaren 2009 skrev Noor Sabri på för Syrianska FC i Superettan och fick ett kontrakt på 2,5 år, dock bröt klubben kontraktet ett par dagar senare.

## Landslagskarriär
Med de lägre klasserna sammankallades han för AFC Youth Championship år 2000. Irak vann denna turnering. Noor Sabri var dock bara med i en match där, den sista mot Japan (2–1).
Han ingick i truppen som deltog i Fotboll vid olympiska sommarspelen 2004 och nådde semifinal.
Han har representerat Iraks herrlandslag i fotboll vid 94 tillfällen. Han debuterade den 22 juli 2002 i en match mot Syrien.
Han blev utvald till turneringens bäste målvakt i Asiatiska mästerskapet i fotboll 2007.
Han deltog i Gulf Cup år 2009, där han blev utvisad i matchen mot Bahrain.
Han ligger topp-10 i flest landskamper, men har inte representerat landslaget 2014.

## Meriter

### Irak
- Västasiatiska mästerskapet i fotboll: 2002
- OS 2004
- Västasiatiska mästerskapen: 2005
- Asiatiska mästerskapet i fotboll: 2007